# Epitheliaceae
Epitheliaceae là một họ nấm thuộc bộ Polyporales.